# Læsø
Læsø är en dansk ö i Kattegatt. Den är 101 km² stor och bildar med intilliggande öar en egen kommun, Læsø kommun, på 113,82 km² med 1 814 invånare (maj 2017). Kommunen är den  befolkningsmässigt minsta i Danmark. Huvudort är Byrum som ligger mitt på ön.

## Historik
Etymologiskt anses Læsø komma från jätten Hlé eller Lä, som enligt Snorre Sturlason hade sin boning på ön. I nordisk mytologi är Hlé samma gestalt som Ägir.
Læsø var bland de områden som ingick i de första kraven på danska landavträdelser till Sverige i de inledande förhandlingarna inför Roskildefreden 1658. Detta anspråk gavs dock tidigt upp och Læsø förblev danskt.

## Bosättning och ekonomi
Ett stort antal glest liggande sommarhus är uppförda på ön. De två hamnarna Østerby och Vesterø är fiskehamnar där hemfiskarnas fångster landas. Havskräfta är en specialitet.
De bofasta försörjer sig förutom på fiske och jordbruk, tidigare inklusive minkuppfödning, på turism. Østerby har en stor utbyggd hamn för fritidsbåtar och tar emot många helgseglare från Göteborg. Det är 25 nautiska mil från Donsö till Østerby Havn.
Saltsjuderiet var länge en viktig industri. På 1600-talet hotade den omfattande verksamheten hela Læsø, eftersom man eldade upp all skog vid saltsjudningen. Man tvingades därför förbjuda den. En omfattande sandflykt ödelade åkrarna för en hel by, Hals, där det enda som återstår är en ruin av kyrkan.
Det finns en 18-håls golfbana och ett flertal hotell.

## Kommunikationer
Ön har fast daglig färjeförbindelse från Vesterø till Frederikshavn på Jylland genom färjelinjen Frederikshavn–Læsø och det finns även en flygplats. Tidigare[när?] fanns det sommartid daglig flygförbindelse med Göteborg.
Det har funnits två räddningsstationer på Læsø: Vesterø Redningsstation och Østerby Redningsstation.